# 上都賀農業協同組合
上都賀農業協同組合（かみつがのうぎょうきょうどうくみあい、略称：JAかみつが、上都賀農協）は、栃木県鹿沼市に本店を置く農業協同組合である。
栃木県鹿沼市、日光市、栃木市西方地域を管轄する。

## 沿革
- 1999年（平成11年）3月1日 - JAかぬま・JA西方・JA粟野・JA日光の4農協が新設合併し、上都賀農業協同組合が発足する。

## 拠点一覧
| 旧JAかぬま | 本店       | 栃木県鹿沼市鳥居跡町983-1   |
| 旧JAかぬま | 鹿沼支店   | 栃木県鹿沼市万町907-1       |
| 旧JAかぬま | 菊沢支店   | 栃木県鹿沼市武子791-1       |
| 旧JAかぬま | 北犬飼支店 | 栃木県鹿沼市上石川1510-1    |
| 旧JAかぬま | 北押原支店 | 栃木県鹿沼市奈佐原町584-1   |
| 旧JAかぬま | 南押原支店 | 栃木県鹿沼市楡木町1074-3    |
| 旧JAかぬま | 南摩支店   | 栃木県鹿沼市西沢町333       |
| 旧JAかぬま | 東大芦支店 | 栃木県鹿沼市上日向315-3     |
| 旧JA西方   | 西方支店   | 栃木県栃木市西方町金崎276-4 |
| 旧JA粟野   | 粟野支店   | 栃木県鹿沼市口粟野675       |
| 旧JA粟野   | 清洲支店   | 栃木県鹿沼市深程475-1       |
| 旧JA日光   | 今市支店   | 栃木県日光市今市本町25-1    |
| 旧JA日光   | 落合支店   | 栃木県日光市文挟422-4       |
| 旧JA日光   | 大沢支店   | 栃木県日光市大沢町512       |
| 旧JA日光   | 豊岡支店   | 栃木県日光市大桑町1142      |
| 旧JA日光   | 小林支店   | 栃木県日光市小林2796-1      |